# Vrh pri Križu
Vrh pri Križu – wieś w Słowenii, w gminie Žužemberk. W 2018 roku liczyła 41 mieszkańców.